# Patrik Bodén
Patrik Bodén (* 30. Juni 1967 in Fryksände) ist ein schwedischer Leichtathlet, der in den 1990er-Jahren als Speerwerfer aktiv war. Für den IF Göta startend, gewann er sieben Landesmeisterschaften:
| Jahr      | 1992  | 1993  | 1994  | 1995  | 1997  | 1998  | 1999  |
| Weite (m) | 80,24 | 81,84 | 86,24 | 77,58 | 84,66 | 77,75 | 79,97 |

Mit 89,10 m stellte er am 24. März 1990 in Austin einen Weltrekord auf, den er bereits zehn Monate später an den Briten Steve Backley, den ersten 90-Meter-Werfer mit dem neuen Speer, verlor. Boden hält jedoch bis heute (2006) den schwedischen Rekord.
Er nahm insgesamt zehnmal an Europameisterschaften, Weltmeisterschaften und Olympischen Spielen teil, konnte jedoch nur eine einzige Medaille gewinnen:

## Leistungen
| Event                                      | Platzierung         | Sieger                 |
| ------------------------------------------ | ------------------- | ---------------------- |
| Europameisterschaften 1990 Split           | BRONZE mit 82,66 m  | 87,30 m Steve Backley  |
| Weltmeisterschaften 1991 Tokio             | Achter mit 78,58 m  | 90,82 m Kimmo Kinnunen |
| XV. Olympische Sommerspiele 1992 Barcelona | 16. mit 77,70 m     | 89,66 m Jan Železný    |
| Weltmeisterschaften 1993 Stuttgart         | Achter mit 78,00 m  | 85,98 m Jan Železný    |
| Europameisterschaften 1994 Helsinki        | Vierter mit 81,34 m | 85,20 m Steve Backley  |
| Weltmeisterschaften 1995 Göteborg          | 15. mit 77,62 m     | 89,58 m Jan Železný    |
| Weltmeisterschaften 1997 Athen             | 12. mit 80,66 m     | 88,40 Marius Corbett   |
| Europameisterschaften 1998 Budapest        | 12. mit 79,73 m     | 89,72 m Steve Backley  |
| Weltmeisterschaften 1999 Sevilla           | 24. mit 75,66 m     | 89,52 m Aki Parviainen |
| XVII. Olympische Sommerspiele 2000 Sydney  | 23. mit 78,06 m     | 90,17 m Jan Železný    |

Folgende Aufstellung seiner Jahresbestleistungen zeigt, dass er offenbar außerstande war, sein Leistungspotential im richtigen Augenblick abzurufen. Bei seinem letzten Auftritt in Sydney beispielsweise blieb er mehr als sieben Meter unter seinen Möglichkeiten:
| Jahr      | 1989  | 1990  | 1991  | 1992  | 1993  | 1994  | 1995  | 1996  | 1997  | 1998  | 1999  | 2000  |
| Weite (m) | 82,28 | 89,10 | 85,58 | 84,20 | 88,26 | 86,24 | 82,40 | 83,52 | 86,98 | 85,15 | 84,52 | 85,16 |